# George Hall (1er vicomte Hall)
Pour les articles homonymes, voir George Hall et Hall.
George Henry Hall, 1er vicomte Hall de la vallée du Cynon, né le 31 décembre 1881 à Penrhiwceiber dans le comté de Glamorganshire et mort le 8 novembre 1965 à Leicester, est un homme politique britannique.

## Biographie
Il naît dans un village du bourg de Rhondda Cynon Taf, dans la vallée de la rivière Cynon, au pays de Galles. Fils d'un travailleur des mines de charbon, il quitte à son tour l'école à l'âge de 12 ans pour descendre travailler dans les mines et soutenir ainsi financièrement sa mère, veuve, et ses frères et sœurs. Il devient un membre actif de la Fédération des Mineurs de Galles du Sud et s'éduque en autodidacte, lisant beaucoup lorsqu'il le peut. En 1908 il est élu, sous l'étiquette du Parti travailliste, comme représentant du village de Penrhiwceiber au conseil de district pour la communauté urbaine de Mountain Ash. Il y siégera durant 18 ans, et en sera un temps le président.
Il entre à la Chambre des communes aux élections législatives de 1922 comme député de la circonscription d'Aberdare (en). Il y sera constamment réélu avec de larges majorités jusqu'à ce qu'il quitte la Chambre en 1946 ; lors des élections de 1931, qui sont un désastre pour le Parti travailliste, il est même réélu sans adversaire. Député d'arrière-ban du bref gouvernement minoritaire travailliste de Ramsay MacDonald en 1924, il est nommé membre civil du conseil de l'Amirauté lorsque MacDonald retrouve le pouvoir à la tête d'un nouveau gouvernement minoritaire en 1929. Comme la plupart des ministres travaillistes, il démissionne du gouvernement en 1931 lorsque Ramsay MacDonald y intègre des membres des partis conservateur et libéral. Au cours des années 1930, dans l'opposition parlementaire, il s'informe et s'exprime sur une diversité de domaines, devenant un membre relativement prééminent du parti. Dans le même temps, en tant que député il s'évertue à défendre les intérêts de sa circonscription durant la Grande Dépression, et parvient à persuader de nouvelles industries légères à s'y installer, créant des emplois et réduisant la dépendance économique de la région sur l'extraction du charbon.
En mai 1940, le Parti travailliste rejoint le nouveau gouvernement d'union nationale mené par le conservateur Winston Churchill pour mener le pays durant la guerre. George Hall y est nommé sous-secrétaire d'État parlementaire auprès du secrétaire d'État aux Colonies, le conservateur George Lloyd. En 1943 il est fait sous-secrétaire d'État parlementaire auprès d'Anthony Eden, le secrétaire d'État aux Affaires étrangères. À la fin de la guerre, le Parti travailliste remporte pour la première fois de son histoire une majorité absolue des sièges à la Chambre des communes, lors des élections de 1945, et Clement Attlee forme le premier gouvernement majoritaire travailliste de l'histoire. Il nomme George Hall secrétaire d'État aux Colonies dans ce gouvernement. À ce poste, George Hall travaille aux débuts de la décolonisation de l'Empire britannique avec Lord Pethick-Lawrence, le secrétaire d'État à l'Inde et à la Birmanie,.
En octobre 1946, Clement Attlee le nomme premier lord de l'Amirauté (en), c'est-à-dire président du conseil de l'Amirauté et donc ministre chargé de la Royal Navy. Pour ce faire, le Premier ministre obtient du roi George VI d'anoblir George Hill, qui est fait vicomte de la pairie du Royaume-Uni et quitte donc la Chambre des communes pour un siège à la Chambre des lords. Profondément intéressé par la Marine, le nouveau vicomte Hall est « très heureux à ce poste ». En 1947, il devient conjointement l'adjoint au Leader de la Chambre des lords (le ministre chargé des relations avec cette chambre), le vicomte Addison. En mai 1951 toutefois, une santé défaillante due à son âge avancé amène le vicomte Hall à démissionner du conseil de l'Amirauté. Il demeure chef-adjoint du bloc travailliste à la Chambre des lords jusqu'en 1953, puis met de facto un terme à ses activités politiques.
Il perd l'un de ses deux fils, lieutenant dans la Royal Navy, mort à la guerre en mai 1942. George Hall meurt à son tour en novembre 1965, à l'âge de 85 ans, à l'hôpital de Leicester. Son fils survivant, William, devient le 2d vicomte Hall, et sera brièvement le président du Bureau des Postes (en) du Royaume-Uni de 1969 à 1970.